# Душко Бунић
Душко Бунић (Бихаћ, 4. децембар 1989) је бивши српски кошаркаш. Играо је на позицији центра.

## Клупска каријера
Сениорску каријеру је почео у Спартаку из Суботице, у чијем дресу је наступао у Првој Б лиги. Од сезоне 2007/08. је заиграо за КК Нови Сад. Са новосадском екипом је играо у Кошаркашкој лиги Србије, све до марта 2011. када је прешао у ваљевски Металац, пред почетак такмичења у Суперлиги Србије.
Сезону 2011/12. је провео у екипи Војводине Србијагас. У јулу 2012. потписује за Будућност из Подгорице. У дресу овог клуба је по први пут заиграо у Јадранској лиги. Са подгоричким клубом је освојио титулу првака Црне Горе. 
У августу 2013. је потписао уговор са Радничким из Крагујевца. Ипак за крагујевачки клуб није заиграо, јер је већ наредног месеца споразумно раскинуо уговор, да би одмах затим прешао у Игокеу. У дресу Игокее је провео наредне две сезоне, у којима су освојене две титуле првака БиХ као и један Куп. 
У августу 2015. потписује за МЗТ из Скопља, са којим у сезони 2015/16. осваја дуплу круну, првенство и Куп Македоније. 
У сезони 2016/17. је био играч Крке из Новог Места.

## Репрезентација
Као репрезентативац Србије, Бунић је 2009. године учествовао на Медитеранским играма у Пескари, када је национални тим елиминисан у четвртфиналу. Истог лета је играо и на Европском првенству за играче до 20 година у Грчкој. Србија је заузела 11. место на овом првенству, а Бунић је на осам одиграних утакмица просечно бележио 7,5 поена и 4,5 скока по мечу.
Са универзитетском репрезентацијом Србије је освојио златну медаљу на Летњој универзијади 2011. одржаној у Шенжену.

## Успеси

### Клупски
- Будућност:
  - Првенство Црне Горе (1): 2012/13.
- Игокеа:
  - Првенство Босне и Херцеговине (2): 2013/14, 2014/15.
  - Куп Босне и Херцеговине (1): 2015.
- МЗТ Скопље:
  - Првенство Македоније (1): 2015/16.
  - Куп Македоније (1): 2016.

### Репрезентативни
- Универзијада:  2011.